# Luz cinérea

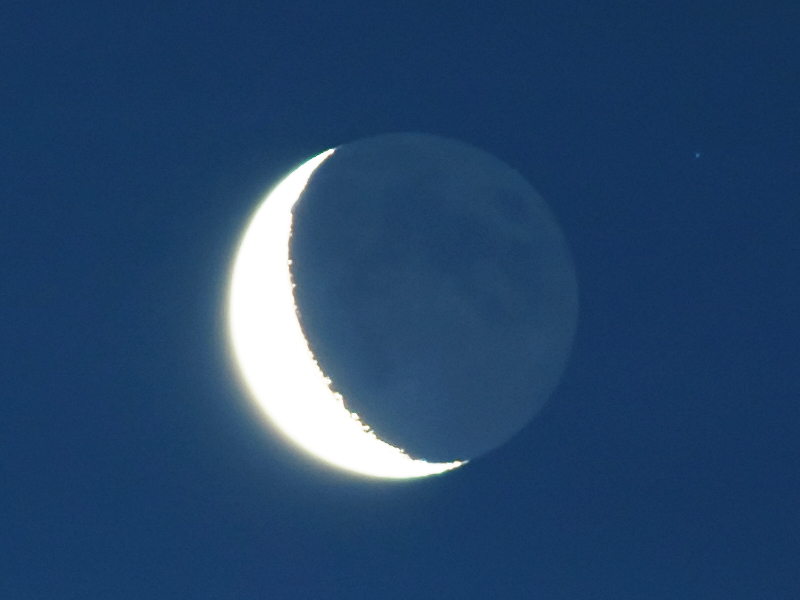
Luz cinérea: A parte clara é iluminada diretamente pelo Sol, a parte cinzenta é iluminada pela luz refletida pela Terra

O fenômeno da luz cinérea é a possibilidade de se observar a parte escura da Lua iluminada de modo tênue. Este é um fenômeno observável nos dias que precedem e sucedem imediatamente a fase de Lua Nova, após o quarto minguante e antes do quarto crescente.

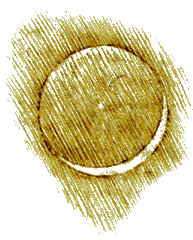
Registro de Leonardo da Vinci sobre a luz cinérea

Este fenômeno se deve ao fato de a Terra, como todos os corpos celestes iluminados por estrelas, refletir uma porcentagem da luz recebida de volta ao espaço. Esta luz refletida pela Terra acaba por iluminar a parte da Lua que está voltada para a Terra. Não é um fenômeno exclusivo do satélite terrestre, tendo sido observado em satélites de outros planetas do sistema solar como por exemplo Jápeto, satélite natural de Saturno, fotografado nesta condição pela sonda espacial Cassini-Huygens.
Leonardo da Vinci realizou observações deste fenômeno por volta do ano 1500 e realizou a anotação desta no Codex Leicester. Atualmente cientistas utilizam a luz cinérea para estudar o clima terrestre pois a quantidade de luz refletida pela Terra na lua varia de acordo com a cobertura da superfície do planeta por nuvens.